# Bennie Maupin
Bennie Maupin, né le 29 août 1940 à Détroit dans le Michigan, est un musicien américain de jazz jouant de la clarinette, du saxophone, de la flûte et de la clarinette basse.

## Biographie

### Jeunesse et formation
Bennie Maupin après avoir suivi sa formation de musicien au Detroit Institute of Musical Arts (en), conservatoire supérieur de musique de Détroit, va commencer en jouant dans des clubs de jazz locaux
Bennie Maupin a été largement influencé par Eric Dolphy qui lui a donné une leçon particulière au début des années 1960 alors qu'il jouait dans un club de jazz à Détroit. 

### Carrière
Il commence véritablement sa carrière professionnelle en 1962 comme clarinettiste des Four Tops. Alors qu'il vivait à New York depuis 1963, il s'est acheté une clarinette basse au prix de 50 $,.
Bennie Maupin fut d'abord un clarinettiste avant de jouer du saxophone puis de la flûte.
Il est connu pour avoir joué avec Herbie Hancock dans le groupe The Headhunters et son sextet sur l'album Mwandishi, ainsi qu'avec Miles Davis sur l'album jazz-rock Bitches Brew. Il a également collaboré avec Horace Silver, Roy Haynes, Eddie Henderson et Meat Beat Manifesto,,.
En 2008, il fonde le groupe The Dolphyana en hommage à Eric Dolphy,,.

## Discographie

### Leader
- 1974: The Jewel in the Lotus
- 1977: Slow Traffic to the Right
- 1978: Moonscapes
- 1998: Driving While Black on Intuition with Patrick Gleeson (en)
- 2004: Like a Dream with Adam Benjamin, Mark Ferber, Larry Koonse, Chuck Manning, Brad Mehldau, Darek Oles, Nate Wood
- 2006: Penumbra with Munyungo Jackson, Darek Oles, Michael Stephans
- 2008: Early Reflections

### Sideman
avec Herbie Hancock
- Mwandishi (1971)
- Crossings (1972)
- Sextant (1972)
- Head Hunters (1973)
- Thrust (1974)
- Flood (1975)
- Man-Child (1975)
- VSOP (1976)
- Feets, Don't Fail Me Now (1979), 1 seul titre : "Knee Deep"
- Dis Is Da Drum (1994)

avec Miles Davis
- Bitches Brew
- A Tribute to Jack Johnson
- Big Fun
- On the Corner

autres
- Jack DeJohnette: Have You Heard? (1970)
- Lee Morgan: Live at the Lighthouse, Caramba!
- Eddie Henderson: Inside Out, Equinox
- McCoy Tyner: Together, Tender Moments
- Lenny White: Big City
- Marion Brown: Juba Lee
- Mike Clark: Actual Proof
- Horace Silver: You Gotta Take a Little Love
- Darek Oles: Like a Dream